# Рі Чан Ха
Рі Чан Ха (кор. 리창하; нар. 23 серпня 1972, КНДР) — північнокорейський футболіст, що грав на позиції півзахисника. Відомий за виступами у складі клубу «Пхеньян», та збірній КНДР, у складі якої був учасником Азійських ігор 1998 року.

## Футбольна кар'єра
Як футболіст Рі Чан Ха всю футбольну кар'єру провів у складі клубу «Пхеньян». У 1991 році футболіст грав у складі об'єднаної молодіжної збірної Кореї на молодіжному чемпіонаті світу 1991 року, де об'єднана корейська команда дійшла до чвертьфіналу. У 1998 році Рі Чан Ха у складі першої збірної КНДР брав участь в Азійських іграх 1998 року, на яких у 2 матчах відзначився 2 забитими м'ячами.